# Saint-Médard, Charente
Saint-Médard är en kommun i departementet Charente i regionen Nouvelle-Aquitaine i västra Frankrike. Kommunen ligger  i kantonen Barbezieux-Saint-Hilaire som ligger i arrondissementet Cognac. År 2022 hade Saint-Médard 306 invånare.

## Befolkningsutveckling
Antalet invånare i kommunen Saint-Médard
Referens:INSEE